# Josei

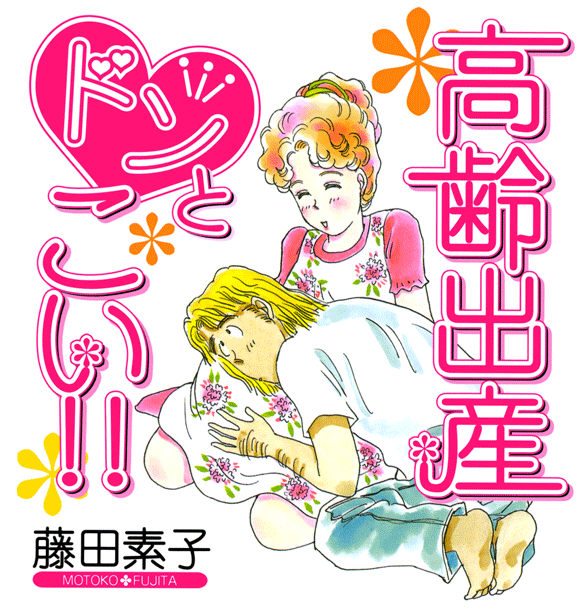
Un josei manga.

Le josei manga (女性漫画, litt. « manga féminin/pour femme »), aussi connu sous les noms de ladies' comic (レディースコミック) et de redikomi (レディコミ), est une catégorie éditoriale du manga, aussi parfois qualifié de « genre », apparue dans les années 1980. Formellement le josei se destine à un public de femmes adultes, insérées dans la vie active et/ou mariées et s'adresse ainsi à un lectorat plus âgé que celui du shōjo manga, destiné aux adolescentes et femmes jeunes adultes. Le josei manga est traditionnellement publié dans des magazines de prépublication de manga dédiés, qui peuvent se spécialiser sur un genre narratif.
Dans les faits, la frontière entre le shōjo et le josei est parfois floue, notamment avec des magazines qui s'adressent explicitement à des femmes adultes mais se revendiquent comme des magazines de shōjo manga. En outre à partir des années 1990 une troisième catégorie éditoriale, le young ladies, apparaît pour se positionner comme catégorie intermédiaire entre le shōjo et le josei.
L'expression « josei manga » est polysémique et peut être aussi utilisée pour décrire l'ensemble de la production de manga adressé à un public féminin, ce qui inclut notamment le shōjo et le boys' love manga, mais aussi les mangas publiés dans la presse féminine généraliste. Dans cet usage, le josei manga s'oppose alors à l'expression dansei manga (男性漫画, litt. « manga masculin/pour homme ») qui recouvre les catégories du shōnen et du seinen manga.

## Vocabulaire
Différentes expressions ont été utilisées pour qualifier les mangas destinés aux femmes adultes, suit une liste des plus communes, mais de plus mineures existent.
Ladies' comic (レディースコミック)
Expression wasei-eigo qui se traduit littéralement en français par « bande dessinée pour dames ». Pour autant le terme ladies (dames) est plutôt à comprendre ici comme un synonyme de femmes, sous entendu adultes.
Première expression à être utilisée, elle gagne une mauvaise réputation auprès du grand public japonais, associée à la pornographie, mais cette image se normalise au cours des années 2000.
Redikomi (レディコミ)
Abréviation de ladies' comic, couramment employée au Japon.
Young ladies (ヤングレディース)
Expression wasei-eigo qui signifie littéralement « jeunes dames » et sert à qualifier les mangas pour femmes jeunes adultes. Mais le terme peine à s'imposer face au ladies' comic et au shōjo manga.
Josei manga (女性漫画)
Le terme josei (女性) signifie littéralement « genre/sexe féminin », aussi le josei manga peut être traduit par « bande dessinée féminine/pour femme », indépendamment de l'âge. Cette expression apparaît comme concurrente à celle du ladies' comic mais peine à s'imposer au Japon, car l'usage de cette dernière est bien implanté et que l'expression est aussi utilisée pour définir l'ensemble du manga féminin, et pas seulement le ladies' comic.
En francophonie il s'agit par contre de l'expression la plus couramment usitée pour qualifier le manga destiné aux femmes adultes.

## Historique
Le manga féminin commence à se structurer à partir de la fin des années 1950 avec le shōjo manga, mais ce genre est destiné à un public constitué de jeunes adolescentes, tandis qu'apparaît le gekiga, un genre destiné à un public adulte et masculin. En 1968 apparaissent les tout premiers gekiga destinés à un public adulte et féminin ; l'auteur Miyako Maki, après 10 ans de carrière dans le shōjo manga, souhaite continuer à s'adresser à ses premières lectrices devenues maintenant adultes. Sa première œuvre dans le domaine est Mashūko banka (摩周湖晩夏) publiée dans le magazine féminin Josei Seven. Deux magazines consacrés au gekiga féminin sont alors créés : tout d'abord Funny (ファニー, Fanī) de Mushi Production à partir de 1969, puis Papillon (パピヨン, Papiyon) de Futabasha à partir de 1972. Mais ces magazines ne parviennent pas à trouver leur lectorat et finissent par disparaître.
Au cours des années 1970 le shōjo manga se développe grandement et notamment le Groupe de l'an 24 propose des mangas relativement sophistiqués et matures. Les maisons d'édition tentent de sécuriser ce nouveau lectorat shōjo plus mature en créant des magazines dédiés : Be Love de Kōdansha et You de Shūeisha sont lancés en 1980, tandis qu'en 1981 naît le Big Comic For Lady de Shōgakukan. Ces trois magazines ont en commun le fait d'être nés en tant que hors-série de magazines shōjo et proposent un même type d'histoire : des histoires d'amour ayant pour finalité l'acte sexuel. Ce nouveau genre gagne le nom de ladies' comic.
Le ladies' comic se caractérise alors par son utilisation libre de l'acte sexuel, au contraire du shōjo manga où l'acte sexuel est encore très bridé. L'autrice Milk Morizono, réputée pour ses histoires « porno-chic » devient rapidement la cheffe de file du ladies' comic. Le genre se développe rapidement à partir de 1985 avec la Convention sur l'élimination de toutes les formes de discrimination à l'égard des femmes, ainsi en 1991 sont recensés 48 magazines de ladies' comic.
Mais les années 1990 voient un déclin relatif du genre, aggravé par la crise financière de la décennie perdue : si les principaux magazines comme You ou Be Love ne contiennent que rarement du sexe, le marché est saturé de petits magazines au contenu érotique et pornographique. Le ladies' comic gagne ainsi la réputation d'être de la « pornographie féminine ». C'est alors qu'apparaissent les magazines young ladies, qui se placent entre le shōjo manga et le ladies' comic. Ce nouveau genre permet aux mangakas de continuer à dessiner du shōjo manga tout en s'adressant à un public adulte, ceci sans subir le stigma du ladies' comic. En parallèle le ladies' comic est concurrencé par le shōjo manga dans le domaine de l'érotisme et de la pornographie : le sous-genre du Teens' love reprend la même structure narrative, avec pour principale différence l'âge des protagonistes, sensiblement plus jeunes.
Des magazines de ladies' comic réagissent à cette nouvelle concurrence en proposant des mangas traitant de sujets sociaux. La stratégie s'avère payante car à partir de la fin des années 1990, de nombreux mangas de ce type sont adaptés au cinéma et à la télévision ; ceci permet de donner de la légitimité au genre et de toucher une audience grand public. L'expression josei manga commence aussi à apparaître pour s'éloigner du stigma associé aux ladies' comics[réf. nécessaire].

## Thèmes et narration
Selon Kinko Ito en 2002, le ladies' comic est alors divisé en trois grandes thématiques : les drames, les fantaisies romantiques et la pornographie. Les deux premières concentrent près de 80% des ventes en volumes reliés, généralement publiés par des grandes compagnies, quand la pornographie représente les 20% restants et est le fait de petites maisons d'édition.

### Drames
La plupart des drames racontent de façon relativement réaliste la vie d'une femme mariée ou qui travaille. Selon Fusami Ogi ces histoires permettent de présenter les modes de vie possibles et servir de rôle modèle pour les lectrices. S'il arrive que ces rôles soient parfois extraordinaires, les rôles les plus fréquemment représentés sont ceux de la femme au foyer, de l'office lady et du col rose.
Les thématiques abordées par ces drames reflètent ceux de la vie d'une femme japonaise ordinaire et font écho aux problématiques de la société japonaise : amour, s'occuper des enfants ou au contraire des grands-parents, beauté, mariage sans amour, adultère, problèmes au travail, indépendance, carrière, etc. Nombre d'œuvres abordent en outre des problématiques sociales, comme la vieillesse et la sénilité, la prostitution et les violences contre les femmes.
Les magazines de ladies' comic publient régulièrement des numéros spéciaux consacrés à ces problématiques sociales, par exemple des numéros consacrés aux divorces, aux maladies, aux ratés de la chirurgie plastique, etc. ; ces histoires sont généralement basées sur l'expérience des lectrices appelées à témoigner, ou celle des autrices elles-mêmes. Les mangas sont accompagnés d'articles à valeurs informationnelle et éducationnelle sur la problématique abordée. Ito considère que ces œuvres servent de catharsis pour le lectorat comme les histoires sont souvent très dures et montrent les pires situations possibles.

### Fantaisies romantiques
Les fantaisies romantiques des ladies' comics sont généralement comparées aux soap operas et aux romans Harlequin — la maison d'édition Ohzora Publishing adapte d'ailleurs ces derniers en ladies' comic.
Ces histoires sont généralement très stéréotypées, peu réalistes et suivent une même trame, où une jeune femme rencontre son prince charmant, vit quelques péripéties, puis parvient à l'épouser. Le sexe, fréquent dans ces histoires,  est idéalisé et représente la forme ultime de l'amour. La fantaisie se manifeste notamment par l'environnement — fréquemment situé à l'étranger ou dans le passé —, par des fantaisies sexuelles — homosexualité, travestissement, transidentité — et par des protagonistes souvent extraordinaires : princes et princesses, fantômes, réincarnations, pouvoirs magiques, etc..
Ce type d'histoire vise un lectorat âgé comme jeune, et de nombreuses histoires s'adressent à des adolescentes, ce qui se manifeste par un usage important des furigana pour rendre la lecture plus facile.

### Pornographie
Les ladies' comics pornographiques ne se distinguent guère des mangas pornographiques pour le lectorat masculin : la principale différence provient du point de vue, celui des personnages féminins, mais les rapports de domination homme-femme patriarcaux, où les femmes sont objectifiées, sont reproduits.
Ces histoires mettent souvent en scène des pratiques sexuelles comme le sadomasochisme, le viol, l'inceste ou le voyeurisme, avec un usage abondant de sex-toys ou autres objets moins conventionnels comme des bouteilles ou des bougies. Le scénario typique met en scène une jeune femme timide et sage, qui se transforme petit à petit en une esclave sexuelle nymphomane.
En outre les relations lesbiennes sont communes dans ces mangas, ce qui peut suggérer un lectorat lesbien.

## Distinction avec leshōjomanga
Le josei manga est un genre qui émerge du shōjo manga au début des années 1980, avec une volonté affichée de proposer des histoires et du contenu différent de ce que propose le shōjo manga d'alors. Mais l'apparition du genre young ladies aux alentours des années 1990 brouille la frontière. Aussi si les trois genres sont théoriquement distincts, la différence entre les trois est devenue particulièrement floue, à l'exception des deux extrêmes, avec les shōjo destinés aux petites filles d'un côté, et de l'autre les josei pornographiques ou ceux centrés sur des thèmes comme la maternité.
Ainsi l'historien Yoshihiro Yonezawa déclare en 2000 que le courant dominant du josei manga se rapproche de plus en plus du shōjo manga, l'universitaire Fusami Ogi déclare en 2003 que le josei ne parvient pas à échapper au shōjo quand Bruno Pham, éditeur en chef pour les éditions Akata, considère en 2010 que la catégorie du josei manga est plus un fantasme qu'un genre strictement défini.

### Aux origines
Le josei manga, lors de son apparition, se distingue du shōjo manga en abordant des thématiques difficiles ou complexes à aborder dans le shōjo, à savoir le sexe, la vie après le mariage et le monde professionnel, et cherche à représenter « une femme qui n'est plus une shōjo ». Yukari Fujimoto considère alors deux points de différence entre les deux genres : premièrement le shōjo explore librement les rêves des filles, quand le josei cherche à être réaliste, et deuxièmement, le mariage marque la frontière entre les deux : avant le mariage pour le shōjo, et après le mariage pour le josei.

### Leyoung ladies
À la fin des années 1980 et lors des années 1990, un nouveau type de magazines de manga destinés aux femmes apparaît : avec le Young You en 1987, le Young Rose en 1990 et le Feel Young en 1991. Ces magazines visent les femmes âgées d'environ 20 ans et sont qualifiés de « young ladies » comme le terme « young » apparaît dans leur titre.
Feel Young, plutôt que chercher à recruter des autrices de shōjo ou de josei, débauche des autrices de seinen comme Q-Ta Minami, Naito Yamada ou encore Kyōko Okazaki et leur offre une très grande liberté. Cette nouvelle formule rencontre un grand succès et commence à être imité par les autres magazines young ladies, mais aussi quelques magazines shōjo comme CUTiE Comic.
Cette nouvelle formule emprunte les caractéristiques du shōjo et du josei manga : les protagonistes peuvent aussi bien être des adolescentes que des femmes adultes et mariées, et le sexe peut être librement représenté. Si ces magazines sont fréquemment classés comme un sous-type de josei manga, des magazines young ladies assument clairement leur héritage shōjo tout en ciblant un public adulte, par exemple en 2003 le magazine Chorus utilise pour slogan « Le shōjo manga peut aussi devenir adulte. (少女漫画も大人に成る。) ».

### Frontières floues

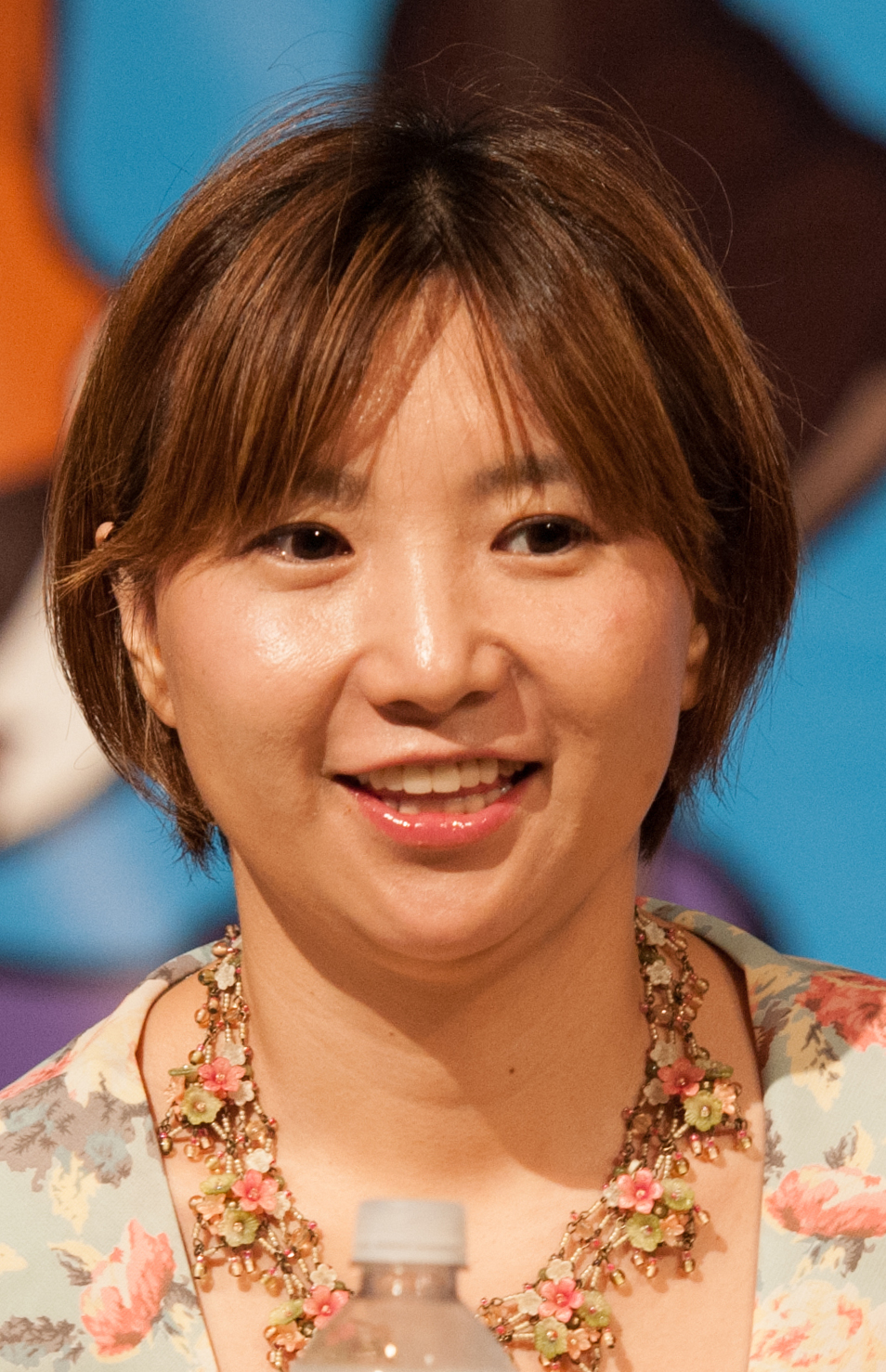
Mayu Shinjō.

À la suite de l'apparition du young ladies, la frontière entre shōjo et josei est devenue de plus en plus floue, avec des autrices notables comme Mari Okazaki, George Asakura ou Mayu Shinjō qui dessinent pour des magazines de tranches d'âges très différentes, alors que dans les mangas masculins les auteurs se spécialisent dans le shōnen ou le seinen et lorsqu'ils changent de catégorie, cela est généralement définitif.
Au niveau des thématiques, on retrouve des protagonistes de tout âge — femmes adultes, adolescentes et jeunes filles — indépendamment du public cible du magazine et le sexe se trouve désormais de façon libre dans des magazines de shōjo manga comme le Shōjo Comic où il est très courant alors qu'il est quasi-absent dans des magazines pour adulte comme le Monthly Flowers.
Au niveau éditorial, il n'existe pas de terminologie stable ; elle varie en fonction des époques, des maisons d'édition et des magazines. Les restructurations des magazines et des collections des grands éditeurs au cours de la décennie 2000 ne change pas la situation, où la tendance générale est de regrouper l'ensemble des magazines féminins de manga sous une même dénomination, par exemple chez Shūeisha et Kōdansha. Les différents formats des volumes reliés tankōbon, où les plus grands et onéreux sont traditionnellement réservés à un public adulte, ne suivent là encore aucune règle formelle, avec des mangas pour adultes dans des petits formats peu cher ou des mangas jeunesse en grand format.